# These Foolish Things (Remind Me of You)
"These Foolish Things (Remind Me of You)" é uma canção standard com letras de Eric Maschwitz e música de Jack Strachey, ambos britânicos. Harry Link, um americano, algumas vezes aparece como co-autor.
É uma das canções do chamado grupo "Mayfair songs", como "A Nightingale Sang in Berkeley Square". Maschwitz escreveu a canção sob o pseudônimo de Holt Marvell, para um programa de TV de Joan Carr transmitido pela BBC. Os direitos autorais foram concedidos em 1936. Maschwitz era romanticamente ligado à atriz sino-americana Anna May Wong enquanto trabalhava em Hollywood, e a letras da canção evocam esse anseio por ela depois que eles se separaram e ele voltou à Inglaterra.
A versão de Billie Holiday da canção com a orquestra de Teddy Wilson era a favorita do poeta inglês Philip Larkin, que afirmou: "Eu sempre pensei que as palavras eram um pseudo-poema, mas Billie a canta com tanta paixão e convicção que eu acho ela se tornou um poesia." A cover de Holiday alcançou o número 5 na parada Billboard Pop Songs.

## Criação
Quando a canção foi escrita, Maschwitz etava na BBC. Era uma das canções que Maschwitz chamava de "catálogo de canções" em sua biografia). A letra – um verso e três refrões – foi escrita durante uma manhã de domingo em seu flat em Londres. Depois de algumas horas após a criação da letra, ele a ditou pelo telefone para Jack Strachey e eles combinaram de se encontrar na mesma tarde para discutir o próximo passo.

## Popularidade
A canção não foi um sucesso imediato e mesmo Keith Prowse, agente de Maschwitz, se recusou a publicá-la, deixando os direitos autorais aos cuidados do próprio Maschwitz – um golpe de sorte do letrista. Escrevendo em 1957, alegou ter feito £40,000 com a canção. Apesar de ter sindo apresentado em Spread it Abroad, um casa de shows de Londres de 1936, não despertou interesse até que o famoso pianista das Índias Ocidentais e cantor, Leslie Hutchinson ("Hutch") a descobriu em cima de um piano no escritório de Maschwitz na BBC. "Hutch" gostou da canção e a gravou, a tornando em grande sucesso e sendo regravada por músicos em todo o mundo. A primeira gravação de "Hutch" foi pela HMV em 1936. Foi apresentada no filme de 1949 Tokyo Joe, com Humphrey Bogart.

## Interpretações
Várias outras versões com arranjos vocais foram gravadas incluindo: Nat King Cole (em Just One of Those Things em 1957), Bing Crosby, Billie Holiday, (com Teddy Wilson em 1936) Johnny Hartman, Frankie Laine, Sam Cooke, Sarah Vaughan, Ella Fitzgerald, Etta James, Aaron Neville, Frank Sinatra, (Point of No Return, 1961), Sammy Davis Jr ("When the Feeling Hits You!", 1965), Yves Montand, Bryan Ferry, Cassandra Wilson ("Coming Forth by Day," 2015) e Rod Stewart. James Brown gravou a canção três vezes: uma em 1963 gravando com cordas que alcançou o número 25 da parada R&B e número  50 da Pop, uma versão ao vivo com seu grupo vocal The Famous Flames em 1964 no álbum ao vivo Pure Dynamite! Live at the Royal e uma segunda versão em estúdio para o álbum de 1974 Hell.
Versões instrumentais com arranjos jazz foram gravadas por Stan Getz, Benny Goodman, Harry James, Lionel Hampton, Thelonious Monk, Dave Brubeck, Chet Baker, Count Basie, Lester Young e inúmeros outros artistas.
Frank Sinatra em sua versão de 1945 mudou a linha "The smile of Garbo" para "The smile of Turner".
Bryan Ferry gravou uma cover da versão de Dorothy Dickson em seu primeiro álbum solo These Foolish Things pela Island Records em 1973.
Paris Bennett fez uma versão cover na quinta temporada do programa American Idol.
A cantora italiana Mina fez uma versão cover da canção em seu álbum tributo à Frank Sinatra, L'allieva em 2005.
Michael Bublé fez uma cover da canção em seu álbum A Taste Of Buble de 2008.
O filme Salò ou os 120 Dias de Sodoma usa a canção, arranjada por Ennio Morricone.
A cantora/atriz americana Emmy Rossum gravou uma versão em seu segundo álbum Sentimental Journey, lançado em janeiro de 2013.
Seth MacFarlane fez uma cover da canção para seu terceiro álbum de estúdio No One Ever Tells You em 2015.